# Liste der denkmalgeschützten Objekte in Veliká Ves
Grundlage dieser Liste der denkmalgeschützten Objekte in Veliká Ves ist die ÚSKP-Liste (Ústřední seznam kulturních památek České republiky, deutsch Zentrale Liste der Kulturdenkmäler der Tschechischen Republik), die von der tschechischen Denkmalschutzbehörde NPÚ (Národní památkový ústav, deutsch Nationale Denkmalbehörde) seit 1987 geführt wird und an die seit dem Jahr 1850 geschaffenen Listen anschließt.

## Denkmalgeschützte Objekte nach Ortsteilen

### Veliká Ves(Michelsdorf)
| Lage                                  | Objekt             | Beschreibung                                                                          | ÚSKP-Nr.                  | Bild           |
| ------------------------------------- | ------------------ | ------------------------------------------------------------------------------------- | ------------------------- | -------------- |
| Veliká Ves 1 (Standort)               | Schloss Veliká Ves | Neorenaissance-Schloss Veliká Ves (Schloss Michelsdorf), erbaut 1762, Umbau 1890–1896 | 25943/5-5847 Info Katalog | weitere Bilder |
| Veliká Ves (Standort)                 | Jakobskirche       | Kirche des hl. Jakobus des Älteren                                                    | 28269/5-812 Info Katalog  | weitere Bilder |
| Veliká Ves, bei der Kirche (Standort) | Nepomuk-Statue     | Statue des hl. Johannes von Nepomuk                                                   | 47655/5-813 Info Katalog  | Nepomuk-Statue |

### Nové Třebčice (Deutsch Trebetitsch)
| Lage                       | Objekt                          | Beschreibung                                        | ÚSKP-Nr.                 | Bild                            |
| -------------------------- | ------------------------------- | --------------------------------------------------- | ------------------------ | ------------------------------- |
| Nové Třebčice 9 (Standort) | Bürgerhaus                      | Bürgerhaus, ehemaliger Landsitz der Familie Tobisch | 15870/5-817 Info Katalog | Bürgerhaus                      |
| Nové Třebčice (Standort)   | Skulpturengruppe des hl. Wenzel | Skulpturengruppe des hl. Wenzel                     | 24267/5-815 Info Katalog | Skulpturengruppe des hl. Wenzel |

### Podlesice (Podletitz)
| Lage                 | Objekt           | Beschreibung                                     | ÚSKP-Nr.                 | Bild           |
| -------------------- | ---------------- | ------------------------------------------------ | ------------------------ | -------------- |
| Podlesice (Standort) | Laurentiuskirche | Kirche des hl. Laurentius                        | 35222/5-678 Info Katalog | weitere Bilder |
| Podlesice (Standort) | Pfarrhaus        | Pfarrhaus                                        | 14830/5-682 Info Katalog | Pfarrhaus      |
| Podlesice (Standort) | Marienskulptur   | Marienskulptur (beschädigt), jetzt an der Kirche | 15179/5-679 Info Katalog | Marienskulptur |
| Podlesice (Standort) | Nepomuk-Statue   | Statue des hl Johannes von Nepomuk               | 41557/5-680 Info Katalog | Nepomuk-Statue |

### Široké Třebčice (Weitentrebetitsch)
| Lage                          | Objekt                  | Beschreibung | ÚSKP-Nr.                 | Bild           |
| ----------------------------- | ----------------------- | --- | ------------------------ | -------------- |
| Široké Třebčice 1 (Standort)  | Schloss Široké Třebčice | Schloss Široké Třebčice (Schloss Weitentrebetitsch), nur noch die Nebengebäude erhalten, Schloss 1988 abgerissen | 53546/5-818 Info Katalog | BW             |
| Široké Třebčice 42 (Standort) | Bauerngehöft            | Bauerngehöft | 30098/5-821 Info Katalog | Bauerngehöft   |
| Široké Třebčice (Standort)    | Nepomuk-Statue          | Säule mit Statue des hl Johannes von Nepomuk                                                                     | 37031/5-819 Info Katalog | Nepomuk-Statue |

### Vitčice (Groß Witschitz)
| Lage                  | Objekt       | Beschreibung                       | ÚSKP-Nr.                 | Bild         |
| --------------------- | ------------ | ---------------------------------- | ------------------------ | ------------ |
| Vitčice 13 (Standort) | Bauerngehöft | Bauerngehöft                       | 46157/5-683 Info Katalog | Bauerngehöft |
| Vitčice (Standort)    | Nepomuksäule | Statue des hl Johannes von Nepomuk | 14587/5-684 Info Katalog | Nepomuksäule |
| Vitčice (Standort)    | Mariensäule  | Mariensäule an der Kapelle         | 46366/5-685 Info Katalog | Mariensäule  |